# Alchemilla sibbaldiifolia
Alchemilla sibbaldiifolia é uma espécie de rosácea do gênero Alchemilla, pertencente à família Rosaceae.